# Ece Gören
Ece Gören (Ankara, 17 de juliol de 1991) és una jugadora de voleibol turca. En la seva carrera professional va a jugar per equips turcs com a TED Kolejliler (dues vegades) i Emlak TOKİ, ambdós clubs d'Ankara. També va jugar a la selecció turca sub-18, finalista mundial de l'any 2007.